# Georg Niege
Georg Niege (* 25. November 1525 in Allendorf; † 1589 in Herford) war ein deutscher Landsknecht, Verwaltungsbeamter und Dichter.

## Leben
Niege ging, nachdem er 1545 an der Universität Marburg das Baccalauréat der freien Künste erworben hatte, unter die Landsknechte. Er nahm als einfacher Söldner, später als Musterschreiber, seit 1564 als Hauptmann an zahlreichen Kriegen und Feldzügen im Reich, in Schottland und in Schweden teil. Durch die Vermittlung des Söldnerführers Georg von Holle erhielt er 1567 das Amt eines Sekretärs der Land- und Ritterschaft des Hochstifts Minden. 1569 bis 1576 verwaltete er das Amt Hausberge, konnte sich aber nicht in dieser Stellung behaupten. 1578 zog er als Schultheiß unter Caspar Müller in den niederländischen Krieg. Seine letzten Jahre verbrachte er als Administrator der Johanniterkommende Lage bei Osnabrück und als Privatmann in Herford.

## Leistungen
Niege hat deutsche und lateinische Gedichte verfasst, außerdem eine gereimte Autobiografie. Einige der Lieder vertonte er auch. Bei seinen Lebzeiten gelangte davon wenig zum Druck. Bekannt wurde allerdings sein Lied Aus meines Herzens Grunde, eins der populärsten protestantischen Kirchenlieder (Evangelisches Gesangbuch Nr. 443). Er war ein gewandter Dichter, humorvoll und ein gläubiger lutherischer Christ der philippistischen Richtung.

## Werke
- EPICEDION odder Grabschrifft / der Erbaren vnnd Tugentsamen Matronen / ANNEN LANGENBEKEN ... Wittenberg [1558].
- Creutzbüchlein / Wo mit sich ein Christ / Im Creutz / Trübsal vnd Anfechtung zu trösten hab ... [Lemgo 1587].